# Boomerang Ázsia
A Boomerang Ázsia (angolul: Boomerang Asia) a Boomerang rajzfilmadó délkelet-ázsiai változata volt, mely 2005. szeptember 1-jén indult. Elérhető volt Ázsia és a Közel-Kelet. A székhelye Hongkongban volt. 2012. december 1-jén felváltotta a Toonami csatorna ebben a régióban.

## Programblokkok
- Good Morning, Scooby – A csatorna reggeli blokkja, melyen klasszikus Scooby-Doo rajzfilmeket vetít.
- Boomeraction – Hétköznaponként jelentkezik 5.00-tól. Olyan akciósorozatokat vetít, mint pl. Jonny Quest, Birdman and the Galaxy Trio, Sealab 2020.
- Boom! Boom! Boom! – Hétvégi blokk, mely 5.00-kor kezdődik és nem szakítják meg a sorozatokat reklámokkal.
- Tiny TV – 2010. március 1-jén indult, hétköznaponként 9.00 és 14.00 között fut. Olyan Hanna-Barbera műsorokat sugároz, mint pl. Tom és Jerry, Frédi és Béni, avagy a két kőkorszaki szaki, valamint olyan kisgyerekeknek készített műsorokat is, mint a Patrick, a postás, a Kis piros traktor vagy a Care Bears: Adventure in Care-A-Lot.
- Boomerang Theatre – Mozifilmeket és különleges epizódokat vetít, szombatonként 9.00-tól megy.
- Boomysteries – Hétvégén 11.00-tól kezdődik, és rejtéllyel kapcsolatos rajzfilmeket ad.
- Boomeracers – Versenyzős témájú műsorokat adott, hétköznaponként ment 1:30-tól.
- The Zoo – Hétköznaponként 9.00 és 11.00 között ment, állat témájú műsorokat sugárzott.
- The Big Bucket – 2006 júniusában indult, a műsor maratoni blokkja volt mivel 3 órás volt.
- Free Non-Classic – 2007 júliusában indult, nem klasszikus rajzfilmeket adott.

## Műsorok
- Scooby-Doo és a 13 szellem
- Atom Betty
- Augie Doggie and Doggie Daddy
- Birdman and the Galaxy Trio
- Care Bears: Adventures in Care A Lot
- Casper and the Angels
- Cave Kids
- Boci és Pipi
- The Centurions
- Challenge of the GoBots
- Süsü keselyűk
- The Droopy Dog Show
- Droopy, a mesterdetektív
- Dumb és Dumber
- Dynomutt, Dog Wonder
- Ethelbert the Tiger
- Fangface
- Fantasztikus Négyes (1967)
- Fantastic Max
- Foofur
- Frédi és Béni, avagy a két kőkorszaki szaki
- Frédi és Béni, avagy a kőkorszaki buli
- The Pebbles and Bamm-Bamm Show
- Frankenstein Jr. and The Impossibles
- The Funky Phantom
- The Great Grape Ape Show
- Hanna-Barbera’s Cartoon Corral
- Heathcliff and Marmaduke
- The Heathcliff and Dingbat Show
- Jaj, Borzas Brumi Brancs!
- The Herculoids
- Hokey Wolf
- Hong Kong Phooey
- Foxi Maxi
- Inch High, Private Eye
- Jabberjaw
- A Jetson család
- Lippy the Lion & Hardy Har Har
- Little Red Tractor
- Újabb bolondos dallamok
- Loopy de Loop
- Magilla Gorilla
- Matt’s Monsters
- Monchhichis
- Mr. T
- MGM-rajzfilmek
- The Mysterious Cities Of Gold
- The New Shmoo
- Pac-Man
- Paddington medve
- Paw Paws
- Dili Dolly kalandjai
- The Peter Potamus Show
- Rendőrakadémia
- The All-New Popeye Show
- The Popeye Show
- A Rózsaszín Párduc Show
- Postás Pat
- Pound Puppies: Kutyakölyköt minden kiskölyöknek!
- The Pirates of Dark Water
- Inci és Finci
- Scooby-Doo, a kölyökkutya
- Quick Draw McGraw
- Vagány Johnny
- Richie Rich
- Ricochet Rabbit and Droop-A-Long
- Scooby-Doo Rajzfilmolimpia
- Scooby-Doo újabb kalandjai
- Az új Scooby-Doo és Scrappy-Doo-show
- Scooby-Doo és Scrappy-Doo
- Scooby-Doo, merre vagy?
- Sealab 2020
- Secret Squirrel
- Shirt Tales
- Hupikék törpikék
- Snagglepuss
- Snooper and Blabber
- The Snorks
- Space Ghost
- Speed Buggy
- SWAT Kats
- The Super Globetrotters
- Szilveszter és Csőrike kalandjai
- Eperke legújabb kalandjai
- Tom és Jerry gyerekshow
- Turpi úrfi
- Flúgos futam
- Wait Till Your Father Gets Home
- Wally Gator
- Yakky Doodle
- The Yearling
- Az új Maci Laci show
- Hé, Maci!
- Yogi’s Gang
- Yogi’s Space Race
- Maci Laci kincset keres
- Young Robin Hood
- Két buta kutya
- Addams Family
- Alf
- Astro and the Space Mutts
- Atom Anti
- The Bugs and Daffy Show
- Barlangi kapitány és a tini angyalok
- A bolygó kapitánya
- Bolygó kapitány új műsora
- Jonny Quest
- Josie and the Pussycats
- Josie and the Pussycats in Outer Space